# Crab Game
Crab Game er et "free-to-play" computerspil, udviklet og udgivet af den norske indie udvikler Daniel Sooman også kendt som "Dani".
Spillet er en form for parodi af den koreanske Netflix-serie Squid Game.